# Ballarat Central
Ballarat Central är en del av en befolkad plats i Australien. Den ligger i kommunen Ballarat North och delstaten Victoria, omkring 100 kilometer väster om delstatshuvudstaden Melbourne. Antalet invånare är 5 645.
Runt Ballarat Central är det ganska glesbefolkat, med 22 invånare per kvadratkilometer.. Närmaste större samhälle är Ballarat, nära Ballarat Central. 
I omgivningarna runt Ballarat Central växer huvudsakligen savannskog. Genomsnittlig årsnederbörd är 764 millimeter. Den regnigaste månaden är juni, med i genomsnitt 94 mm nederbörd, och den torraste är januari, med 26 mm nederbörd.